# Kenrickodes semiumbrosa
Kenrickodes semiumbrosa är en fjärilsart som beskrevs av Saalmüller 1891. Kenrickodes semiumbrosa ingår i släktet Kenrickodes och familjen nattflyn. Inga underarter finns listade i Catalogue of Life.